# Leif Mikkelsen (politiker)
 Der er flere personer med dette navn, se Leif Mikkelsen.
Leif Mikkelsen var landsformand og MF'er for Liberal Alliance. Han var tidligere medlem af Venstre. Privat er han økologisk gårdejer. 

## Baggrund, uddannelse og civil karriere
Leif Mikkelsen blev født 27. juli 1945 i Sinding pr. Skægkær mellem Kjellerup og Silkeborg. Han er søn af husmoder Gudrun Mikkelsen og gårdejer Georg Mikkelsen, der var radikalt medlem af Viborg amtsråd. Fra 1953 til 1960 gik han i Sinding Folkeskole, hvorefter han i 1961 var et år på Kongeådalens Efterskole. I 1969 var han på befalingsmandsskolen i Værløse og i flyvevåbnet, militærpolitiet 1965-73, hvorefter han i 1973 gik på Asmildkloster Landbrugsskole. Fra 1973 blev han gårdejer.
Leif Mikkelsen har haft en række tillidsposter. I en ung alder blev han i 1962 formand for Sinding Idrætsforening. Det var han indtil 1966. Fra 1982 til 1986 var han formand for Silkeborgegnens Gymnastikforening, og fra 1982 til 2000 formand for Sinding Brugsforening.
Leif Mikkelsen blev i 1979 medlem af landsstyrelsen for De Danske Gymnastik- og Ungdomsforeninger og var formand for foreningen fra 1984 til 1992. Da De Danske Gymnastik og Ungdomsforeninger i 1992 blev lagt sammen med De Danske Skytte-, Gymnastik- og Idrætsforeninger til det nuværende Danske Gymnastik- & Idrætsforeninger (DGI) blev Leif Mikkelsen den første formand for den nye forening, en post han besad indtil 2001. Den 19. juni 1998 blev han Ridder af 1. grad af Dannebrogordenen.
Leif Mikkelsen var formand for Danske Spil fra 2000 til 2002 og var i perioden fra 2000 til 2011 formand for DGI-byen i København.
Leif Mikkelsen har siden 2019 været formand for Anti Doping Danmark. Han blev først udpeget for perioden 2019-2022 af daværende kulturminister Mette Bock (LA) og senere genudpeget for perioden 2023-2026 af kulturminister Jakob Engel-Schmidt (M).

## Politisk karriere

### Venstre
Mikkelsen var medlem af Venstre i mere end 40 år frem til 2007. Han blev partiets kandidat i Silkeborgkredsen i maj 1999, og den 20. november 2001 blev han valgt ind i Folketinget. I 2006 mistede Leif Mikkelsen sit kommunalordførerskab efter et skænderi i Venstre. Han var folketingsmedlem for partiet Venstre i perioden fra 20. november 2001 til 13. november 2007

### Liberal Alliance
Han meldte sig ud af Venstre 10. maj 2007 for at støtte det nystartede parti Ny Alliance, men blev først formelt en del af folketingsgruppen, da Ny Alliance blev godkendt som parti den 10. juli 2007. Ved folketingsvalget i 2007 var han spidskandidat for Ny Alliance i Vestjyllands Storkreds, men han blev ikke genvalgt til Folketinget.
Han blev senere Spidskandidat for Liberal Alliance i Vestjylland, hvor han den 15. september 2011 blev valgt til Folketinget som kommunalordfører, trafikordfører og landdistriktsordfører. Hans stedfortræder var skolelæreren Anne Kathrine Kirk, der er datter af Venstremanden Jens Kirk.
Han var partiets kommunalordfører, trafikordfører og landdistriktsordfører. I Juli 2019 var han kultur- og idrætsordfører, medieordfører, kirkeordfører og transportordfører.
I februar 2020 trak han sig i utide fra hvervet som hovedbestyrelsesformand, idet han fandt, at en eksklusion af et medlem havde indrømmet medlemmet mindre plads end Henrik Dahl tidligere havde fået. Det var oprindeligt meningen, at han ville have trukket sig et par måneder tidligere.